# Boluk
Boluk is een bestuurslaag in het regentschap Simalungun van de provincie Noord-Sumatra, Indonesië. Boluk telt 2930 inwoners (volkstelling 2010).